# Art of Fighting (anime)
Art of Fighting (バトルスピリッツ 龍虎の拳, Battle Spirits Ryūko no Ken) é um anime dirigido por Hiroshi Fukutomi, baseado no game homônimo da SNK. Foi produzido originalmente como um telefilme e exibido pela Fuji TV no Japão.

## Sinopse
O filme começa com Ryo Sakazaki tentando capturar um gato e ganhar a recompensa de 500 pratas por esta tarefa. Ao subir no telhado, ele encontra o seu amigo, o milionário e "garanhão" Robert Garcia, herdeiro da fortuna de sua família, os "Garcias". Robert vive gozando a vida em cima da sua Ferrari, enquanto Ryo trabalha arduamente para conseguir manter a sua casa e o seu dojo de caratê, no qual ensina as técnicas do Caratê Kyokugenryu.
Depois de muitas tentativas frustradas de seu amigo Ryo, Robert decide ajudá-lo na captura deste bendito gato, e o felino acaba entrando em uma das casas da vizinhança de Ryo. Robert e Ryo invadem esta residência e não encontram ninguém. Robert, "malandro" por natureza, aproveita para tomar um "Drink" quando, de repente, alguns homens chegam atirando e matando o homem que tenta fugir deles.
Os assassinos percebem que Ryo e Robert viram o assassinato e pensam que eles moram naquela casa, onde está supostamente escondido o diamante "O Olho de Sírius", e acusam Ryo e Robert de esconder o diamante.
Mais tarde eles descobrem que os assassinos foram enviados por Mr. Big e sua fiel capanga, King, para tentar recuperar "O Olho de Sírius", que tem um valor incalculável. Sabendo que Ryo e Robert supostamente estão com o diamante, Mr. Big sequestra a irmã de Ryo, Yuri, e fala que irá matá-la caso Ryo não dê o diamante para ele.
E tudo isso se torna ainda mais grave porque o comandante Todoh disse que se não conseguisse capturar o Mr. Big (com a ajuda da dupla) em 3 dias ele iria cometer o suicídio.

## Produção
Art of Fighting, foi criado e dirigido por Hiroshi Fukutomi e produzido pela NAS. Foi a terceira co-produção animada entre SNK e NAS, depois de Battle Fighters: Legend of the Hungry Wolf e Fatal Fury 2: O Desafio de Krauser. Os designs de alguns personagens foram baseados em suas aparições nos comerciais japoneses de Art of Fighting 2. Embora a maior parte do elenco do jogo original esteja presente, Lee Pai Long, Micky Rogers e Takuma Sakazaki não aparecem. Yuri Sakazaki é dublada por Ayumi Hamasaki, antes de se estabelecer como uma bem sucedida cantora de J-pop.
Art of Fighting foi produzido por Kenji Shimizu e Yoshiro Kataoka para a Fuji TV em 23 de dezembro de 1993. Ele apresenta um roteiro de Nobuaki Kishima, design de personagens de Kazunori Iwakura, e foi distribuído em inglês pela US Manga Corps em 1997.

## Dublagem
- Ryo Sakazaki - Marcelo Campos
- Robert Garcia - Wendel Bezerra
- Ryuhaku Todoh - Daoiz Cabezudo
- Jack Turner - Jose Parisi Jr.
- King - Cecília Lemes
- John Crawley - Leonardo Camilo
- Mr.Big - Afonso Amajones

## Personagens
- Mr. Big - é o chefe do jogo, também foi inserido no trio do The King of Fighters 96, junto com Wolfgang Krauser e Geese Howard formando o Boss Team. Usa dois bastões de rotim (ratã ou rattan) especiais em cada uma das mãos que produzem eletricidade do seu chi.

## Recepção
Art of Fighting recebeu recepção negativa pela maioria dos sites americanos. Ele foi classificado como estúpido, idiota e lento, e comparado a um desenho animado de manhã de sábado. Na perspectiva americana, dizia-se que tinha "Animação confusa, perspectivas ilógicas, arte sem inspiração, cenas de luta mal coreografadas e, acima de tudo, dublagens horríveis", e nada do interesse do videogame ou de suas sequências se traduz no anime. O filme conseguiu uma classificação de 14% no Meta Anime Review Project, colocando-o nos 3% mais baixos dos títulos revisados.